# Aliances (Star Trek: Voyager)
"Aliances" (títol original en anglès "Alliances") és el catorzè episodi de la segona temporada i el 30è del total de la sèrie de televisió de ciència-ficció estatunidenca Star Trek: Voyager. El guió va ser escrit per Jeri Taylor, i dirigit per Les Landau. L'episodi es va emetre a UPN el 22 de gener de 1996.
Ambientada al segle XXIV, la sèrie segueix les aventures de la tripulació de la Flota Estel·lar i els Maquis de la nau estel·lar USS Voyager després de quedar encallats al Quadrant Delta lluny de la resta de la Federació. En aquest episodi, la capitana Janeway intenta formar aliances per ajudar-los en el seu camí de tornada.

## Argument
Un atac Kazon pren la vida d'un altre tripulant de la Voyager, aquesta vegada el popular exsoldat Maquis Kurt Bendera. Chakotay, un bon amic de Bendera, pronuncia l'elogi fúnebre i explica una vegada que Bendera el va rescatar d'uns miners enfadats. Després del funeral, Michael Jonas i el tripulant Hogan diuen a la capitana Janeway Voyager que hauria de canviar la seva manera d'operar per ser més semblant a un Maquis.
Chakotay expressa la proposta de formar una aliança amb una o dues faccions kazon per assegurar la pau, no per intercanviar tecnologia, sinó per oferir protecció contra les forces atacants i subministraments d'emergència. En una conversa posterior amb Tuvok, dóna l'exemple de la pau formada per l'inesperada aliança entre la Federació i els klíngons i com va ajudar a estabilitzar el quadrant. Janeway s'obre a la idea d'una aliança i els oficials decideixen parlar amb Seska i el seu "maje" (líder), Culluh, sobre aliar-se amb la seva tribu. Mentrestant, Neelix decideix utilitzar alguns dels seus contactes per proposar una aliança amb una tribu diferent.
Tot i que les negociacions amb Culluh semblen començar bé, arriben a un punt d'encontre quan exigeix intercanviar membres de la tripulació, cosa que Janeway rebutja. Seska intenta discretament convèncer Culluh, però ell reacciona dient que les dones no tenen dret a exigir-li, cosa que fa que Janeway posi fi immediatament a les negociacions i faci expulsar Culluh de la nau, per a gran disgust de Seska. Mentrestant, Neelix és segrestat abans que pugui contactar amb el "maje". És empresonat amb diversos extraterrestres, incloent-hi moltes dones i nens. Aquests són els Trabe, que havien estat empresonats a causa d'un conflicte de generacions entre ells i els Kazon. Neelix fa amistat amb l'ancià Trabe, Mabus, que li assegura l'ajuda en qualsevol intent d'escapada. Altres forces Trabe ataquen la fortalesa Kazon i Neelix, vigilant els nens, els ajuda. Escapen en naus mercants kazon robades, que, segons es va revelar, havien estat construïdes originalment pels Trabe, juntament amb tota la resta de tecnologia utilitzada pels kazon.
Després d'haver convidat Mabus a bord de la Voyager, Janeway descobreix el passat entre els Trabe i els kazon: els Trabe solien perseguir els kazon, considerats una raça inferior i violenta, esclavitzant-los, tancant-los i posant-los contra els altres. No obstant això, uns 30 anys abans, els kazon es van aixecar amb èxit contra els Trabe, van confiscar tant el seu planeta com la seva tecnologia, i van convertir els trabe en nòmades espacials perquè cada vegada que es reassenten en un nou planeta, els kazon venjatius els ataquen i els expulsen. Mabus argumenta que, si bé el tracte dels Trabe als kazon va ser condemnable, els seus descendents ara són innocents.
Janeway decideix seguir el camí d'una aliança amb els Trabe malgrat el perill de la possibilitat que això reuneixi els kazon contra ells. Intenten anticipar-se a la seva ira intentant establir negociacions pacífiques. Seska ho troba una gran oportunitat per aprendre les debilitats de les altres tribus i potencialment utilitzar-les per obtenir un avantatge contra tots els altres Kazon, així com contra la Voyager i els Trabe. La tripulació de la Voyager s'assabenta que algú planeja interrompre la conferència, però no poden determinar qui. Decideixen que qualsevol Kazon que intenti abandonar la conferència seria el culpable.
Els Kazon també senten que alguna cosa va malament, però tots els "maje" hi assisteixen, massa espantats per quedar-se fora d'una aliança. Els Kazon sospiten especialment dels Trabe, però Culluh expressa clarament el seu disgust per fer-se amic dels odiats Trabe o d'una Federació dirigida per dones. Mentre els delegats discuteixen, Mabus intenta abandonar la conferència, cosa que fa que Janeway s'adoni que des del principi tenia la intenció de sabotejar les negociacions. Se les arregla per avisar els Kazon abans que ella, el seu grup i Mabus siguin teletransportats quan una nau dispara a la sala de conferències. La Voyager ataca la nau, allunyant-la. Els Kazon aconsegueixen sobreviure.
A la Voyager, Mabus revela que el seu pla era matar tots els maje d'un sol cop, paralitzant així les forces kazon durant anys. Mai va creure que es pogués raonar amb els kazon. Indignada pel moviment traïdor i assassí dels trabe, Janeway trenca l'aliança amb ells i fuig abans que els kazon puguin prendre represàlies. Més vulnerable que mai i en un espai ple de races sense llei, emfatitza la necessitat de mantenir les normes que tenen.

## Actors convidats
- Martha Hackett - Seska
- Anthony De Longis - Maje Culluh
- Charles O. Lucia - Mabus
- Raphael Sbarge - Michael Jonas
- John Gegenhuber - Jal Surat
- Simon Billig - Hogan
- Larry Cedar - Tersa
- Mirron E. Willis - Rettik

## Recepció
El 2020, The Digital Fix va dir que aquest va ser el pitjor episodi de la segona temporada de Star Trek: Voyager, i va considerar que va ser "un desastre de principi a fi". No estaven contents amb el personatge de Janeway ni amb la presentació del Kazon.
Keith DeCandido a Tor.com li va donar una puntuació de 5 sobre 10.